# Torrent de Garonda
El torrent de Garonda és un torrent situat a la Marina de Llucmajor, al migjorn de Mallorca.

## Geografia
Neix a la zona compresa entre les possessions de Son Coll, So n'Albertí i Son Mateu. Solca les terres de les possessions de Son Servereta, Purgatori i So n'Avall, i desemboca al Racó de s’Arena o Racó de s’Estelella, del mateix terme, situat entre la punta Plana i s'Estanyol de Migjorn, on les dunes li dificulten la sortida a la mar, la qual cosa fa que les aigües sovint quedin embassades formant un petit aiguamoll, anomenant Bassal de Garonda o Bassal de s’Estanyol. Té uns 9,5 km de recorregut i 46 km² de conca hidrogràfica. El seu règim d'escorrentia és episòdic, associat a fenòmens de pluja sobre la seva conca, finalitzant una vegada s'ha drenat l'aigua caiguda.

## Origen del nom
El topònim Garonda està relacionat amb la possessió de Garonda, el qual propietari és el mateix que el de Son Avall. Prové de l'antiga llengua dels pobladors de Mallorca abans de la romanització que l'abandonaren a mesura que s'anaren romanitzant. Garonda presenta concomitàncies amb el riu francès Garonne, Gironde... i amb els nombrosos Garona, Garoña, Guareña, etc. de la península Ibèrica. Seria un nom d'ascendència ibèrica amb el significat de "curs d'aigua". És un topònim tautològic del tipus Vall d'Aran ("Vall de la vall").